# Rajasinga
Rajasinga is een bestuurslaag in het regentschap Indramayu van de provincie West-Java, Indonesië. Rajasinga telt 7071 inwoners (volkstelling 2010).